# Кубок наций по трековому велоспорту UCI
Кубок наций по трековому велоспорту UCI (англ. UCI Track Cycling Nations Cup) — сезонное соревнование по трековому велоспорту, которое проводится с 2021 года.

## История
С 1993 по 2020 год зимой проводился Кубок мира по трековому велоспорту UCI. Он состоял обычно из шести этапов, а его главной целью была квалификация на чемпионат мира по трековому велоспорту проводимый в марте. В сезоне 2021 года UCI приняло решение реформировать трековый календарь:
- Кубок мира заменён на Кубок наций, проводимый в три тура с марта по сентябрь
- Чемпионат мира перенесён на октябрь
- В ноябре и декабре проводится Лига чемпионов с ограниченным числом участников и специальным маркетингом[3]

За счёт сокращения количества этапов, проводимых перед чемпионатом мира, должны были сократиться расходы национальных федераций. Также предполагалось, что Кубок наций станет одним из главных событий в трековом велоспорте наряду с чемпионатом мира и Лигой чемпионов. Среди критических замечаний этой концепции был перенос мероприятий на летние месяцы, что привело к неблагоприятной конкуренции с шоссейным велоспортом.
В 2025 году был организован только один этап Кубка наций, что породило предположения о возвращении к традиционному формату Кубка мира. Вскоре после этого UCI объявило, что Лига чемпионов будет упразднена, а Кубок Наций с 2026 года будет снова называться Кубком мира.

## Регламент
Кубок наций состоит из трёх этапов которые проводятся в Азии, Америки, Африки, Европе или Океании. Программа Кубка включает все дисциплины чемпионата мира в которых на равных правах соревнуются мужчины и женщины. В 2021 и 2022 годах скретч проводился эпизодически, а гонка по очкам вообще не проводилась, остальные девять дисциплин входили в обычную программу (командная гонка преследования, командный спринт, индивидуальная гонка преследования, спринт, кейрин, гит, мэдисон, омниум и гонка на выбывание). В 2023 году программа была сокращена до шести олимпийских дисциплин плюс гонка на выбывание.
К участию в Кубке допускаются национальные сборные. В индивидуальных дисциплинах участники должны иметь минимальное количество очков в мировом рейтинге UCI и за редким исключениями быть не моложе 18 лет. До 2024 года к участию также имели право UCI Track Team, входившие в пятерку лучших в командном зачете в своей дисциплине. Изначально участие UCI Track Team не было предусмотрено в первоначальной концепции. UCI объяснял это необходимостью обеспечения равных возможностей при отборе на чемпионат мира, поскольку гонщики не всех национальных федераций входят в состав в UCI Track Team. После критики, что это может привести к миграции гонщиков, не входящих в национальные сборные, из трекового велоспорта, правила были изменены, чтобы разрешить участие UCI Track Team. Но очки заработанные ими в Кубке Наций не учитываются в национальном рейтинге UCI, а идут исключительно в рейтинге UCI Track Team. С 2025 года участие UCI Track Team в Кубке наций было запрещено.
По итогам каждого этапа в каждой дисциплине гонщики получают очки в зависимости от занятого места. Победитель Кубка наций в каждой дисциплине определяется по общей сумме набранных очков в ней. Национальный рейтинг рассчитывается как сумма всех набранных очков гонщиками во всех дисциплинах на каждом этапе.

### Начисляемые очки
Ниже представлены очки, получаемые одним гонщиком по итогам соревнований в зависимости от дисциплины.
| Место | омниум спринт кейрин | скрэтч гонка на выбывание гонка по очкам | мэдисон | командные спринт и преследование |
| ----- | -------------------- | ---------------------------------------- | ------- | -------------------------------- |
| 1     | 800                  | 600                                      | 800     | 400                              |
| 2     | 720                  | 540                                      | 720     | 360                              |
| 3     | 640                  | 480                                      | 640     | 320                              |
| 4     | 600                  | 450                                      | 600     | 300                              |
| 5     | 560                  | 420                                      | 560     | 280                              |
| 6     | 520                  | 390                                      | 520     | 260                              |
| 7     | 480                  | 360                                      | 480     | 240                              |
| 8     | 440                  | 330                                      | 440     | 220                              |
| 9     | 400                  | 300                                      | 400     | 200                              |
| 10    | 360                  | 270                                      | 360     | 180                              |
| 11    | 328                  | 246                                      | 328     | 164                              |
| 12    | 304                  | 228                                      | 304     | 152                              |
| 13    | 280                  | 210                                      | 280     | 140                              |
| 14    | 256                  | 192                                      | 256     | 128                              |
| 15    | 232                  | 174                                      | 232     | 116                              |
| 16    | 208                  | 156                                      | 208     | 104                              |
| 17    | 192                  | 144                                      | 192     | 96                               |
| 18    | 176                  | 132                                      | 176     | 88                               |
| 19    | 160                  | 120                                      | 1       | 80                               |
| 20    | 144                  | 108                                      |         | 72                               |
| 21    | 128                  | 96                                       |         | 64                               |
| 22    | 112                  | 84                                       |         | 56                               |
| 23    | 96                   | 72                                       |         | 48                               |
| 24    | 80                   | 60                                       |         | 40                               |
| 25    | 1                    | 1                                        |         | 0,5                              |

## Влияние
По окончании каждого трекового сезона для каждой дисциплины UCI публикует индивидуальный и национальный рейтинги, которые используются для отбора на чемпионаты мира и Олимпийские игры.
В каждом из них учитывается только лучший из трёх результат гонщика и сборной в ходе всего Кубка наций. Поэтому в случае победы или показанного хорошего результата на первом этапе стимул участвовать в последующих этапах в этой же дисциплине падает. Каждый гонщик может набрать максимум 800 очков в Кубке наций, в то время как все остальные соревнования для квалификации чемпионат мира вместе приносят максимум 1600 очков.
С другой стороны национальная федерация может выставить гонщика или команду на чемпионате мира в дисциплине только в том случае, если он (гонщик или команда) принял участие как минимум в одном этапе Кубка наций в той же дисциплине.
Для квалификации на Олимпийские игры 2024 года Кубок наций был немного модернизирован: в дополнение к чемпионатам мира и континента, будут учитываться два лучших результата за сезон и страну в 2023 и 2024 годах.

## Места проведения
| Азия - Гонконг, Гонконг - Индонезия, Джакарта Америка - Канада, Милтон - Колумбия, Кали Африка - Египет, Каир Европа - Великобритания, Глазго - Россия, Санкт-Петербург - Турция, Конья Океания - Австралия, Аделаида | 0000000000 | - Гонконг Hong Kong Velodrome - Джакарта Jakarta International Velodrome - Каир Cairo International Velodrome |
| Азия - Гонконг, Гонконг - Индонезия, Джакарта Америка - Канада, Милтон - Колумбия, Кали Африка - Египет, Каир Европа - Великобритания, Глазго - Россия, Санкт-Петербург - Турция, Конья Океания - Австралия, Аделаида | - Кали Velódromo Alcides Nieto Patiño - Глазго Sir Chris Hoy Velodrome - Милтон Mattamy National Cycling Centre | |

## Призёры
| Год  | Победитель     | Второй   | Третий   |
| ---- | -------------- | -------- | -------- |
| 2021 | Колумбия       | Украина  | Германия |
| 2022 | Италия         | Колумбия | Германия |
| 2023 | Великобритания | Германия | Франция  |
| 2024 | Великобритания | Япония   | Германия |
| 2025 | Австралия      | Германия | Япония   |

### Мужчины

#### Гит
| Год  | Победитель       | Второй             | Третий          |
| ---- | ---------------- | ------------------ | --------------- |
| 2021 | Сантьяго Рамирес | Рональдо Лайтоньям | Николас Пол     |
| 2022 | Сантьяго Рамирес | Мелвин Ландерно    | Кристиан Ортега |

#### Кейрин
| Год  | Победитель                  | Второй           | Третий                      |
| ---- | --------------------------- | ---------------- | --------------------------- |
| 2021 | Кевин Кинтеро               | Василиюс Лендел  | Сантьяго Рамирес            |
| 2022 | Кевин Кинтеро               | Мэттью Ричардсон | Харри Лаврейсен             |
| 2023 | Кевин Кинтеро               | Мэттью Ричардсон | Мухаммад Шах Фирдаус Сахром |
| 2024 | Кайя Ота                    | Джек Карлин      | Джеффри Хогланд             |
| 2025 | Мухаммад Шах Фирдаус Сахром | Себастьен Вижье  | Синдзи Накано               |

#### Спринт
| Год  | Победитель       | Второй              | Третий          |
| ---- | ---------------- | ------------------- | --------------- |
| 2021 | Кевин Кинтеро    | Сантьяго Рамирес    | Василиюс Лендел |
| 2022 | Харри Лаврейсен  | Мэттью Ричардсон    | Николас Пол     |
| 2023 | Матеуш Рудик     | Харри Лаврейсен     | Михаил Яковлев  |
| 2024 | Кайя Ота         | Мэттью Ричардсон    | Василиюс Лендел |
| 2025 | Мэттью Ричардсон | Гарри Ледингем-Хорн | Райан Хелал     |

#### Командный спринт
| Год  | Победитель     | Второй         | Третий     |
| ---- | -------------- | -------------- | ---------- |
| 2021 | Украина        | Индия          | Канада     |
| 2022 | Китай          | Колумбия       | Нидерланды |
| 2023 | Китай          | Великобритания | Австралия  |
| 2024 | Великобритания | Китай          | Австралия  |
| 2025 | Великобритания | Япония         | Австралия  |

#### Индивидуальная гонка преследования
| Год  | Победитель     | Второй          | Третий            |
| ---- | -------------- | --------------- | ----------------- |
| 2021 | Даниэль Криста | Глеб Сырица     | Эштон Лэмби       |
| 2022 | Давиде Плебани | Николас Хайнрих | Тобиас Бак-Грамко |

#### Командная гонка преследования
| Год  | Победитель     | Второй   | Третий         |
| ---- | -------------- | -------- | -------------- |
| 2021 | Россия         | Колумбия | Германия       |
| 2022 | Италия         | Китай    | Германия       |
| 2023 | Великобритания | Франция  | Дания          |
| 2024 | Великобритания | Япония   | Италия         |
| 2025 | Австралия      | США      | Новая Зеландия |

#### Мэдисон
| Год  | Победитель | Второй     | Третий         |
| ---- | ---------- | ---------- | -------------- |
| 2021 | Украина    | Австрия    | Беларусь       |
| 2022 | Италия     | Мексика    | Япония         |
| 2023 | Германия   | Нидерланды | Португалия     |
| 2024 | Португалия | Япония     | Новая Зеландия |
| 2025 | Испания    | Нидерланды | Бельгия        |

#### Омниум
| Год  | Победитель      | Второй              | Третий              |
| ---- | --------------- | ------------------- | ------------------- |
| 2021 | Евгений Королёк | Даниэль Криста      | Эйя Хасимото        |
| 2022 | Гэвин Гувер     | Хуан Эстебан Аранго | Тим Торн Тойтенберг |
| 2023 | Себастьян Мора  | Тома Буда           | Винсент Хопезак     |
| 2024 | Дилан Бибич     | Аарон Гейт          | Кадзусигэ Кубоки    |
| 2025 | Янин Доренбос   | Эшлин Барри         | Кадзусигэ Кубоки    |

#### Гонка на выбывание
| Год  | Победитель    | Второй                 | Третий              |
| ---- | ------------- | ---------------------- | ------------------- |
| 2021 | Акил Кэмпбелл | Карлоальберто Джордани | Эйя Хасимото        |
| 2022 | Юри Хавик     | Матиас Гиллеметта      | Тим Торн Тойтенберг |
| 2023 | Эйя Хасимото  | Юри Хавик              | Кадзусигэ Кубоки    |
| 2024 | Дилан Бибич   | Сюнсукэ Имамура        | Микеле Скартеццини  |
| 2025 | Жюль Хестерс  | Ной Вульфф             | Тим Вафлер          |

### Женщины

#### Гит
| Год  | Победитель   | Второй            | Третий         |
| ---- | ------------ | ----------------- | -------------- |
| 2021 | Марта Байона | Анис Амира Росиди | Мириам Вече    |
| 2022 | Марта Байона | Мириам Вече       | Паулина Грабош |

#### Кейрин
| Год  | Победитель   | Второй                   | Третий             |
| ---- | ------------ | ------------------------ | ------------------ |
| 2021 | Марта Байона | Юка Кобаяси              | Юли Вердуго        |
| 2022 | Марта Байона | Штеффи ван дер Пит       | Лаурине Ван Риссен |
| 2023 | Мина Сато    | Алесса-Катриона Прёпстер | Марта Байона       |
| 2024 | Матильда Гро | Эмма Финукейн            | Мина Сато          |
| 2025 | Матильда Гро | Вероника Яборникова      | Мина Сато          |

#### Спринт
| Год  | Победитель   | Второй             | Третий            |
| ---- | ------------ | ------------------ | ----------------- |
| 2021 | Марта Байона | Анис Амира Росиди  | Анастасия Войнова |
| 2022 | Марта Байона | Лаурине Ван Риссен | Келси Митчелл     |
| 2023 | Марта Байона | Эмма Финукейн      | Софи Кейпвелл     |
| 2024 | Матильда Гро | Эмма Финукейн      | Эмма Хинце        |
| 2025 | Юань Лиин    | Алина Лысенко      | Хетти ван де Воув |

#### Командный спринт
| Год  | Победитель | Второй         | Третий         |
| ---- | ---------- | -------------- | -------------- |
| 2021 | Колумбия   | Россия         | Гонконг        |
| 2022 | Нидерланды | Канада         | Китай          |
| 2023 | Китай      | Великобритания | Мексика        |
| 2024 | Польша     | Мексика        | Великобритания |
| 2025 | Нидерланды | Великобритания | Германия       |

#### Индивидуальная гонка преследования
| Год  | Победитель   | Второй      | Третий              |
| ---- | ------------ | ----------- | ------------------- |
| 2021 | Лили Уильямс | Келли Мёрфи | Анна Терех          |
| 2022 | Ван Сусу     | Сицы Гуань  | Летиция Патерностер |

#### Командная гонка преследования
| Год  | Победитель     | Второй         | Третий         |
| ---- | -------------- | -------------- | -------------- |
| 2021 | Канада         | Ирландия       | Польша         |
| 2022 | Италия         | Китай          | США            |
| 2023 | Великобритания | Германия       | Канада         |
| 2024 | Новая Зеландия | Китай          | Великобритания |
| 2025 | Германия       | Новая Зеландия | Австралия      |

#### Мэдисон
| Год  | Победитель     | Второй         | Третий         |
| ---- | -------------- | -------------- | -------------- |
| 2021 | Беларусь       | Бразилия       | Польша         |
| 2022 | Италия         | США            | Австралия      |
| 2023 | Великобритания | Италия         | Франция        |
| 2024 | Италия         | Великобритания | Швейцария      |
| 2025 | Дания          | Германия       | Новая Зеландия |

#### Омниум
| Год  | Победитель        | Второй               | Третий            |
| ---- | ----------------- | -------------------- | ----------------- |
| 2021 | Верена Эбергард   | Дарья Пикулик        | Мария Мартинш     |
| 2022 | Дженнифер Валенте | Юми Кадзихара        | Виктория Веласко  |
| 2023 | Элли Уолластон    | Анита Ивонн Стенберг | Дженнифер Валенте |
| 2024 | Кэти Арчибальд    | Цуяко Утино          | Юми Кадзихара     |
| 2025 | Элли Уолластон    | Лиза Ван Белле       | Валерия Валгонен  |

#### Гонка на выбывание
| Год  | Победитель           | Второй                      | Третий         |
| ---- | -------------------- | --------------------------- | -------------- |
| 2021 | Верена Эбергард      | Алиса Тамирис Лейте Де Мело | Ярели Асеведо  |
| 2022 | Дженнифер Валенте    | Мишель Андрес               | Таня Кальво    |
| 2023 | Анита Ивонн Стенберг | Дженнифер Валенте           | Виктуар Берто  |
| 2024 | Анита Ивонн Стенберг | Дженнифер Валенте           | Лаура Родригес |
| 2025 | Ярели Асеведо        | Лиза Ван Белле              | Мидзуки Икэда  |